# Điểm mã
Một điểm mã hoặc vị trí mã là một điểm độc nhất mà được gán cho một ý nghĩa nhất định trong một không gian rời rạc hữu hạn n chiều.
Có thể nghĩa theo cách một điểm mã là một vị trí nhất định trong một bảng biểu. Bảng biểu này có thể là một chiều (1 cột duy nhất), hai chiều (như bảng biểu thông thường), ba chiều (nhiều bảng biểu trong một sổ tay),... và nhiều hơn thế nữa.
Điểm mã được ứng dụng phổ biến trong chuẩn hóa liên lạc và xử lý thông tin.
Điểm mã thường được sử dụng trọng mã hóa kí tự, trong đó, mỗi điểm mã là một giá trị số học liên kết với một ký tự. Mỗi điểm mã thường biểu diễn cho một grapheme (một chữ cái, một chữ số, một dấu câu hoặc một khoảng trắng) đơn nhất, nhưng đôi khi chúng còn được dùng để biểu diễn cho các ký tự đặc biệt, ký tự điều khiển hoặc ký tự định dạng văn bản.
Ví dụ, bộ ký tự ASCII bao gồm 128 điểm mã trong đoạn từ 0hex đến 7Fhex, bộ ký tự ASCII mở rộng bao gồm 256 ký tự trong đoạn từ 0hex đến FFhex, và và bộ ký tự Unicode có đến tận 1,114,112 điểm mã trong đoạn 0hex đến 10FFFFhex. Tâp điểm mã của Unicode được chia nhỏ thành 17 đoạn, mỗi đoạn với 65,536 (= 216) điểm mã.
Trong Unicode, mỗi điểm mã thường được gán với ký tự trừu tượng. Tức là thay vì liên kết trực tiếp điểm mã với một hình ảnh hay đồ thị cụ thể biểu diễn ký tự, thì mỗi điểm mã thường đi liền với một văn bản mô tả ký tự đó. Ví dụ: ký tự 😀 (emoji cũng là một ký tự Unicode) có điểm mã là 1F600hex và có mô tả "grinning face" hay "khuôn mặt cười toe toét", các hệ điều hành (IOS, Android, Windows) thường sẽ có các cách biểu diễn bằng hình ảnh khác nhau dựa trên mô tả này của Unicode.
Còn rất nhiều điểm mã trong tập điểm mã của Unicode vẫn chưa được gán ý nghĩa và có thể được sử dụng để thêm các ký tự mới sau này, một số điểm mã cũng sẽ có thể được thay đổi ý nghĩa nếu cần thiết. 